# 山陽特殊製鋼
山陽特殊製鋼株式会社（さんようとくしゅせいこう、英: Sanyo Special Steel Co., Ltd.）は、兵庫県姫路市を拠点とする鉄鋼メーカー（特殊鋼メーカー）。日本製鉄グループの企業である。

## 概要
電気炉によって特殊鋼（合金鋼）を製造する、特殊鋼メーカーと呼ばれる鉄鋼メーカーである。中間製品である粗鋼の生産量（2006年度）は約104万トンで、日本国内では第17位の規模を持つ。製品の鋼種は、軸受に使用される軸受鋼や、機械の部品に使用される機械構造用鋼、工具に使用される工具鋼、ながしなどのキッチンシステムに使われるステンレス鋼など。これらの鋼の棒鋼・線材・鋼管（シームレス鋼管）・鍛造品や、素形材・金属粉末などを製造する。特に、軸受鋼は日本国内シェアトップで3割強を占める。
1933年（昭和8年）創業。1959年（昭和34年）に現社名となるまでは「山陽製鋼」を名乗った。
1965年（昭和40年）3月6日、負債総額480億円を抱えて会社更生法の適用を申請。戦後最大の倒産として報道されるとともに粉飾決算も明るみになったものの、その後更生に成功している。1953年（昭和28年）に日本製鉄の前身である富士製鐵が資本参加して以降、旧・新日鉄の系列企業であり、2006年（平成18年）に新日鉄が山陽特殊製鋼株式の保有比率を高めたため、旧・新日鉄の関連会社となり、その後2019年にさらに過半数の持分が日本製鉄に取得され子会社となった。
本社および製造拠点の工場は、兵庫県姫路市にある。支社を東京都江東区（深川ギャザリア）、支店を大阪市・名古屋市・広島市の3都市にそれぞれ構える。
社内のスポーツ部
全日本実業団対抗駅伝競走大会への出場経験のある陸上競技部（山陽特殊製鋼陸上競技部）があり、かつては渡邊和也も所属していた。
また、過去には準硬式野球部があり、1960年の国体で優勝した。準硬式野球部が硬式野球部に改組され、準硬式野球部のコーチだった広岡富夫（元広島東洋カープ、広岡達朗の実兄）が監督を務めた。日本生命や富士鉄広畑など強豪チームがひしめく地域にありながらも、都市対抗野球に3度出場し、1962年には創部2年目にして益田昭雄投手を擁して準々決勝に進出している。
また、大根晃（元大阪タイガース）などのプロ野球経験者が所属していた事もあった。

## 沿革
- 1933年（昭和8年） - 山陽製鋼所が創業。
- 1935年（昭和10年）1月11日 - 山陽製鋼所の事業を継承し、山陽製鋼株式会社設立。
- 1939年（昭和14年）5月16日 - 大阪証券取引所に株式上場。
- 1953年（昭和28年） - 新日鉄の前身・富士製鐵が資本参加。
- 1954年（昭和29年）1月4日 - 東京証券取引所に株式上場。
- 1959年（昭和34年）1月 - 山陽特殊製鋼株式会社に社名変更。
- 1963年（昭和38年）4月 - 大阪特殊製鋼株式会社を吸収合併。
- 1965年（昭和40年）
  - 3月 - 自主再建断念、会社更生法の適用申請。関連して山陽特殊製鋼倒産事件が発生。
  - 6月8日 - 上場廃止。
- 1973年（昭和48年）12月 - 会社更生手続き終結。
- 1980年（昭和55年）11月 - 大証二部に再上場。
- 1982年（昭和57年）9月1日 - 大証一部に指定替え。
- 1985年（昭和60年）11月6日 - 東証一部に再上場。
- 2006年（平成18年）6月 - 持株比率上昇に伴い新日鉄の持分法適用関連会社となる。
- 2009年（平成21年）6月30日 - 大証上場廃止。
- 2019年（平成31年）3月 - 新日鐵住金（現・日本製鉄）の連結子会社となる。Ovako Group ABを新日鐵住金より買収。
- 2025年（令和7年）
  - 1月31日 - 日本製鉄がTOBを実施し、約700億円を投じ、完全子会社化すると発表[6][7]。
  - 3月18日 - 日本製鉄によるTOBが成立[8]。
  - 4月23日 - 東京証券取引所プライム市場上場廃止。
  - 4月25日 - 株式売渡請求により日本製鉄の完全子会社となる[1]。

## 主な関連企業
- 陽鋼物産株式会社 - 鋼材や原料・資材などを扱う商社。1974年設立。完全子会社。
- サントク精研株式会社 - 磨棒鋼の加工を行う。2000年設立。山陽特殊製鋼が55%、日鉄物産が45%出資。
- サントクコンピュータサービス株式会社 - ユーザー系システムインテグレーター。1990年設立。完全子会社。
- SKJ Metal Industries Co., Ltd. - タイを拠点に特殊鋼製品の加工・販売を行う。1990年設立。
- P.T. SANYO SPECIAL STEEL INDONESIA - インドネシアを拠点に製品の加工・販売を行う。1995年設立。
- Advanced Green Components, LLC - アメリカを拠点に製品の加工を行う。2002年設立。
- 寧波山陽特殊鋼製品有限公司 - 中国を拠点に製品の加工・販売を行う。2001年設立。
- Ovako Group AB - スウェーデンを拠点に鋼材事業を行う。2019年買収。

## 不祥事

### コンプライアンス違反など
- 同社は2000年以降12年間、姫路市内の産業廃棄物最終処分場に、工場から生じた鉄屑（電気炉で使用する耐火煉瓦の型枠など）を累計で1,473トンを不法投棄していたことが、2012年になって発覚した。同社は同年3月末に市から指摘を受けたにもかかわらず、その後も投棄を継続していた模様で、兵庫県警察も実態解明に向け、同社本社を家宅捜索するなど捜査を開始している[9][10]。